# 天徳 (黄威)
天徳（てんとく）は、清代に漢政権を樹立し自立した黄威が建てた私年号。1853年。

## 西暦・干支との対照表
| 天徳 | 元年    |
| 西暦 | 1853年  |
| 干支 | 癸丑    |
| 清   | 咸豊3年 |